# (4132) Bartók
Pour les articles homonymes, voir Bartók (homonymie).
(4132) Bartók est un astéroïde de la ceinture principale.

## Description
(4132) Bartók est un astéroïde de la ceinture principale. Il fut découvert par Jeff Alu le 12 mars 1988 à l'observatoire Palomar. Il présente une orbite caractérisée par un demi-grand axe de 2,4 UA, une excentricité de 0,287 et une inclinaison de 23,32° par rapport à l'écliptique.
Il fut nommé en hommage au compositeur hongrois Béla Bartók (1881-1945), né en Autriche-Hongrie.

## Compléments